# دمبا با
دمبا با (بالفرنسية: Demba Ba)‏ (مواليد 25 مايو 1985) لاعب كرة قدم سنغالي سابق، آخر نادي لعب له نادي لوغانو السويسري. سبق وأن لعب لعدة أندية أوروبية وأبرزها نيوكاسل يونايتد ونادي تشيلسي الإنجليزي. وكان يلعب للمنتخب السنغالي لكرة القدم قبل أن يعتزل دوليًا في عام 2015.
ولد ديمبابا في فرنسا، وبدأ في اللعب هناك منذ أن أصبح شاباً لفرق: Port Autonome، و Frileuse و Montrouge. افتتح مسيرته الاحترافية مع فريق روان الفرنسي ثم انتقل إلى نادي موسكرون البلجيكي ومنه إلى هوفنهايم 1899 في ألمانيا، انتقل إلى الدوري الإنجليزي الممتاز ليلعب إلى جانب وست هام يونايتد وبعد فترة وجيزة انتقل با إلى نيوكاسل يونايتد. في عام 2013، أنجز ديمبا با خطوة كبيرة في مسيرته بالانتقال لنادي تشيلسي الإنجليزي أحد أهم وأقوى فرق الدوري الإنجليزي الممتاز.

## بداية مسيرته

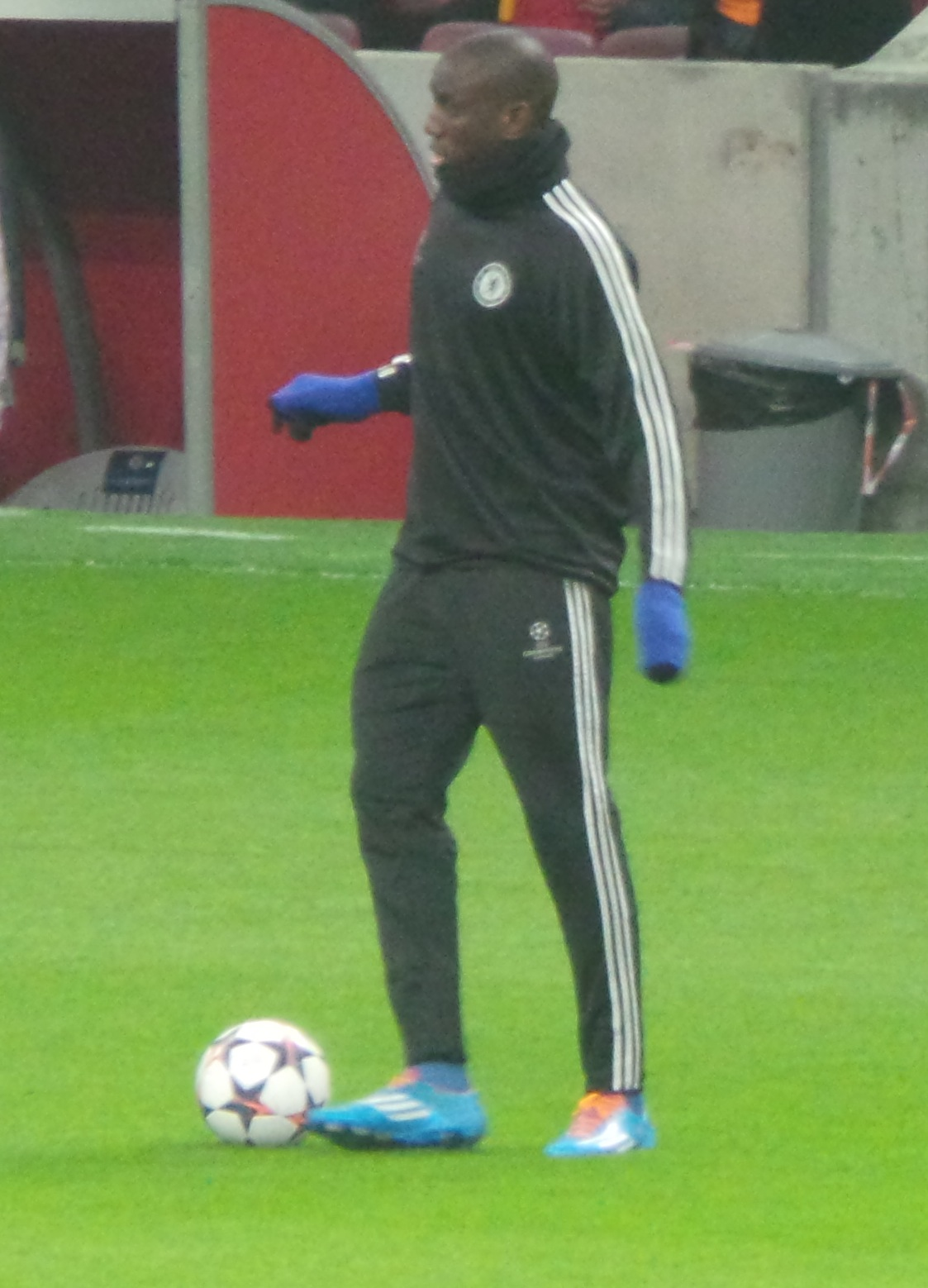
دمبا با في تشيلسي

ولد با في إقليم دو سيفر الفرنسي وهو الابن السادس من بين سبعة أبناء. نشأ وترعرع في مقاطعة (السان البحرية) Seine-Maritime في فرنسا، بدأ لعب كرة القدم في نادي للناشئين في (مونت جيلارد) Montgaillard عام 1992 ثم انتقل ليلعب مع نادي Port Autonome بين عامي 1999 و 2000 ثم انتقل لفريق Frileuse بين عامي 2000 و 2001 وبعدها مع نادي Montrouge عام 2001 وحتى عام 2004. كانت له تجارب في ناديي أوليمبيك ليون بالإضافة لأوكسير لكنها فشلت جميعاً، بعدها قرر ترك فرنسا والانتقال إلى الدوري الإنجليزي حيث حصل على تعاقد لمدة عام مع واتفورد. وبعد اقالة المدرب راي ليونجتون في عام 2005 لم يجد با مكانا له في تشكيلة المدرب الجديد أيد بوثرويرد وترك النادي في عام 2005.

## مسيرته

### نادي روان
عاد دمبا با إلى فرنسا ووقع عقداً مع روان لمدة موسم واحد وذلك عام 2005، وكان موسما ناجحا له.

### نادي موسكرون
ظفر نادي موسكرون البلجيكي بتوقيع دمبا با بعد منافسة شديدة مع عدة فرق عام 2006. تمكن من التسجيل خلال مبارياته الثلاث الأولى لكن بعدها وبفترة بسيطة تعرض لإصابة أبعدته عن الملاعب لمدة ثمانية أشهر، وحالما تعافى من إصابته سجل سبعة أهداف في تسعة مباريات لعبها.

### نادي هوفنهايم
في 29 من أغسطس من عام 2007 انتقل با إلى دوري الدرجة الثانية الألماني (2. Bundesliga) إلى جانب فريق هوفنهايم 1899 مقابل 3 ملايين يورو. كان با جزءا لا يتجزاً من فريقه الجديد وساهم بشكل كبير في صعود هوفنهايم إلى البوندسليغا عام 2008. سجل با 40 هدفاً مع فريقه في جميع المسابقات من خلال 103 مباراة لعبها على مدار أربعة سنوات قضاها في النادي. في عام 2009 كان بصدد الانتقال إلى نادي شتوتغارت لكن الانتقال توقف بعد فشل الفحص الطبي. فمدد عقده مع هوفنهايم حتى 2013.

### الانتقال إلى إنجلترا
غادر دمبا با نادي هوفنهايم في يناير كانون الثاني عام 2011 بعد نزاع شبّ بين الطرفين، حيث قيل أن النادي تراجع عن قرار الموافقة على انتقال ديمبا با إلى نادٍ في الدوري الإنجليزي، وغالب الظن أن ذاك الفريق كان (وست هام يونايتد). في الفترة نفسها رفض ديمبا با السفر مع هوفنهايم لمعسكر تدريبي شتوي، وردا على ذلك قال المدير الفني هوفنهايم أنه سيتم إلغاء عقده، وقال انه سيواجه اجراءات قانونية، وسيتم تغريمه ومنعه من الانتقال إلى ناد آخر لمدة ستة أشهر. النادي أيضا ادعى في وقت لاحق أنه سافر إلى إنجلترا دون الحصول على إذن. في النهاية وافق النادي على بيع ديمبابا لنادي (ستوك ستي) لكن الصفقة ألغيت بعد فشل الفحص الطبي.

### وست هام يونايتد
بعد فشل صفقة ستوك ستي تم بيع ديمبا با إلى نادي وست هام يونايتد بعقد يمتد لثلاثة مواسم وبقيمة لم يعلن عنها في 28 يناير كانون الثاني من عام 2011. الظهور الأول لديمبا با في (البريمير ليج) كان في السادس من شباط فبراير من العام نفسه، وذلك بديلاً لروبي كين في الدقيقة 75 في المبارة التي خسرها وست هام 1-0 على أرضه أمام (بيرمنغهام ستي). سجل أول أهدافه بعد ستة أيام وذلك أمام (وست بروميتش ألبيون) بتجيله هدفين ساهما بخروج فريقه متعادلا 3-3 من المباراة. وعلى الرغم من كونه أفضل هدافي الفريق للموسم بتسجيله سبعة أهداف في اثنتي عشرة مباراة لعبها. لم يستمر ديمبابا مع وست هام، حيث رفض مبلغ 500000 جنيه إسترليني مقدماً بالإضافة لراتب اسبوعي 50000 جنيه استرليني للبقاء في وست هام الذي هبط لدوري الدرجة الثانية، لأن عقده يسمح له بالخروج من النادي إذا ما هبط من الدوري الممتاز، لكن ديمبابا أكد رغبته في البقاء في (البريمير ليج). مما أثار اهتمام كل من (نيوكاسل يونايتد) و (إيفرتون).

### نيوكاسل يونايتد

#### موسم 2011-2012
في 17 يونيو 2011، وقع ديمبا با على مع نيوكاسل يونايتد لصفقة انتقال حر مدتها ثلاث سنوات، وكان أول ظهور له في 13 أغسطس 2011 في المباراة التي انتهت بالتعادل 0-0 أمام نادي أرسنال. سجل أول أهدافه للنادي من خلال هاتريك في شباك نادي بلاكبيرن روفرز ساهم في فوز نيوكاسل في 24 ديسمبر من العام نفسه. بعدها سجل هاتريك آخر ضد ستوك ستي حيث انتهت المباراة 3-1 لمصلحة نيوكاسل، رافعاً رصيده لثمانية أهداف منذ بداية الموسم ليرتقي نيوكاسل في جدول الترتيب ليُصبح ثالثًا بعد 11 مباراة دون خسارة. استمر ديمبابا في التهديف رغم هبوط مستوى نيوكاسل، واختير كأفضل لاعب لشهر ديسمبر 2011، كما ظهر با في التشكيل الذي أعلنته ESPN.com لأفضل إحدى عشر لاعبا في الدورى الممتاز للنصف الأول من الموسم. مع بداية العام الجديد غادر ديمبا با لينضم لمنتخب السنغال في كأس الأمم الأفريقية 2012 تاركاً خلفه 15 هدفا وضعوه في وصافة ترتيب هدافي الدوري بعد لاعب آرسنال آنذاك روبن فان بيرسي، وكان آخر هذه الأهداف في شباك مانشستر يونايتد عندما فاز نيوكاسل بثلاثة أهداف للا شيء. حيث كان هذا الفوز الأول لنيوكاسل على يونايتد منذ أكثر من عقد من الزمان، كما غادر معه زميله العاجي شيخ تيوتي. لكن مشاركتهما أمم إفريقيا كلفت نيوكاسل كثيرا، حيث غابا عن ثلاث مباريات في الدوري واثنتين في الكأس (FA cup ) , مما أدى لخروج نيوكاسل من الكأس، لكن عودة با كانت سريعة بعد أن تذيلت السنغال مجموعتها في أمم إفريقيا. وتزامن مع عودته توقيع زميله في المنتخب بابيس سيسسيه لعقد مع نيوكاسل. عاد ديمبابا للتسجيل أمام آستون فيلا حين فاز نيوكاسل 2-1 وذلك في الخامس من فبراير 2012. اعتبرت صفقة نيوكاسل يونايتد مع ديمبا با أفضل الصفقات في الدوري الإنجليزي لموسم 2011- 2012، وأنهى ديمبابا الموسم ب16 هدفاً وكأفضل هدافي نيوكاسل للموسم.

#### موسم 2012-2013
و على عادته افتتح ديمبابا موسمه الجديد بقوة، حيث سجل هدف الفوز أمام (موناكو) وكذلك أمام (سبورتينغ براغا) في المباراة التي انتهت 2-1 , ليتوج نيوكاسل بطلاً لكأس جواديانا Guadiana Trophy)). وفي أول مباريات الدوري، افتتح التسجيل على (توتنهام هوتبيرز) وبعد جهد كبير، حيث انتهت المباراة لمصلحة نيوكاسل 2-1. وفي 17 من أيلول سبتمبر سجل ديمبا با الهدف رقم 1000 لنادي نيوكاسل على مختلف الصعد، بتسجيله هدفي التعادل أمام (إيفرتون) على ملعب جوديسون بارك. في 29 من أيلول سبتمبر سجل للمرة الثالثة على التوالي هدفين وهذه المرة على (ريدينغ), لعب ديمبابا آخر مباراة له مع نيوكاسل في 29 من كانون الثاني ديسمبر أمام نادي آرسنال حيث سجل هدفين أحدهما من ركلة حرة مباشرة متقنة جداً إلا أن هدفيه لم يمكنا نيوكاسل من الفوز حيث انتهت المباراة لمصلحة المدفعجية 7-3 , لتكون أول مباراة له مع نيوكاسل ضد آرسنال وآخر مباراة له مع نيوكاسل ضد آرسنال أيضاً.

### تشيلسي
في 4 يناير، انضم دمبا با لصفوف تشيلسي بعقد يمتد لمدة ثلاثة مواسم ونصف بقيمة وصلت لسبعة ملايين ونصف مليون جنيه استرليني، ليصبح أول لاعب سنغالي يلعب في صفوف تشيلسي، وصرح حول انتقاله لبلوز: «عندما يعلن النادي الفائز بدوري أبطال أوروبا رغبته في التعاقد معك، فإن القرار يصبح سهلاً.», حصل ديمبا با على القميص رقم 29 , وكان أول ظهور له في كأس الاتحاد الإنجليزي ( FA cup ) أمام (ساوثهامبتون) حيث سجل هدفين في المباراة التي خرج تشيلسي منها فائزاً 5-1. أما عن ظهوره الأول في الدوري كان أمام فريق (سوانزي ستي), خسر تشيلسي المباراة 2- 0 وحصل ديمبابا على بطاقة صفراء. ثم لعب ضد (ساوثهامبتون) مجدداً ولكن هذه المرة في الدوري، حين افتتح ديمبابا النتيجة بعد تمريرة جانبية ارتقى لها بامتياز بعد أن سقط أرضاً، إلا أن المباراة انتهت بالتعادل 2-2. ثم لعب أمام آرسنال وسوانزي وريدينغ وبرينتفورد ولم يسجل أي هدفاً في تلك المباريات، وفي آخر مباراة لعب ضد فريقه القديم نيوكاسل، حيث قال: «العودة إلى نيوكاسل ستكون مميزة». خرج ديمبابا من المباراة مبكرأ دون أن يسجل أي هدف، بعد أن كسر أحد لاعبي نيوكاسل أنفه، وانتهت المباراة بالفوز 3-2 لنيوكاسل. وحتى الآن (5\ 2 \ 2013) يحتل المركز الثالث في ترتيب هدافي الدوري الإنجليزي ب 14 هدفاً وقد انتقل ديمبا للدوري التركي لفريق لبشكتاش عام 2014
أنتقل ديمبا للدوري الصيني لفريق شنغاهاي شنهوا الصيني عام 2016.

### حياته الشخصية
يدين دمبا با بالالإسلام، وهو يشارك مسلم في صيام شهر رمضان، كما أنه من المعروف عنه تأديته للسجود احتفالا بتسجيل الهدف وشكراً لله تعالى.

#### رقم القميص
ارتدى با القميص رقم 29 ومن بعده 9 مع فريق هوفينهايم، والقميص رقم 21 مع ويستهام يونايتد. ومنذ انضمامه لنيوكاسل وهو يرتدى الرقم 19 وقد خُير من قبل بعد رحيل اللاعب اندي كارول في موسم 2010-2011 إلى ليفربول في انتقالات يناير ولكنه فضل الاحتفاظ برقم 19 معللا ذلك بأن هذا الرقم خاص جدا بالنسبة إليه وأنه سيظل بهذا الرقم طوال مسيرته مع النادى وحصل زميله بابيس سيسي على رقم 9.
عند انضمامه إلى تشيلسي في يناير 2013 تقمص الرقم 29 لكن بعد رحيل باولو فيريرا نهاية الموسم ظهر مجددا بالرقم المفضل لديه 19 في تدريبات تشيلسي يوم 8 يوليو في الكوبهام.

## روابط خارجية
- دمبا با على موقع الاتحاد الدولي (مؤرشف)  (الإنجليزية)
- دمبا با على موقع الاتحاد الأوربي (الإنجليزية)
- دمبا با على موقع اتحاد تركيا (لاعب) (الإنجليزية)
- دمبا با على موقع إي إس بي إن إف سي (الإنجليزية)
- دمبا با على موقع قاعدة بيانات كرة القدم.إي يو (الإنجليزية)
- دمبا با على موقع بيانات كرة القدم. دي إي (الألمانية)
- دمبا با على موقع ليكيب (الفرنسية)
- دمبا با على موقع ناشيونال فوتبول تيمز (الإنجليزية)
- دمبا با على موقع Soccerbase.com (لاعب) (الإنجليزية)
- دمبا با على موقع Soccerway.com (الإنجليزية)